# Juin 1985

## Événements
- Edouard Chevardnadze, ministre des Affaires étrangères en URSS.
- Juin - juillet : doctrine Reagan d’aide aux mouvements d’opposition armée aux régimes communistes récemment implantés.

- 12 juin : l’Espagne et le Portugal signent leur adhésion à la CEE.

- 13 juin (Portugal) : démission de ministres conservateurs du gouvernement de « grande coalition » dirigé par Mário Soares.

- 14 juin :

Le capitaine John Testrake du vol TWA 847 et un des pirates de l'air sur l’aéroport de Beyrouth.

- - Le Vol TWA 847, reliant Athènes à Rome, est détourné par des membres du Hezbollah. L'opération ne trouvera un dénouement que deux semaines plus tard, après de multiples péripéties et l’assassinat d'un passager.
  - Signature du premier accord de Schengen par les ministres des Affaires étrangères d'Allemagne, de Belgique, de France, du Luxembourg et des Pays-Bas. Il s'agit d'accords relatifs à la suppression graduelle des contrôles à leurs frontières communes.
  - Plan austral argentin : gel général des prix et des salaires, fixité du taux de change. Pour lutter contre l’inflation, le peso cède la place à l’austral, avec une dévaluation de 40 %. L’inflation passe de 350 % au premier semestre à 20 % au second. Dès avril 1986, le gouvernement annonce que certains prix et salaires seraient ajustés et le plan perd sa crédibilité. La réduction de l’inflation est de courte durée, et en 1989, le pays est plongé à nouveau dans une situation désastreuse.

- 15 juin : 
  - grand concert de SOS Racisme, place de la Concorde à Paris.
  - départ de la cinquante-troisième édition des 24 Heures du Mans.

- 16 juin : (Formule 1) : le pilote automobile italien Michele Alboreto remporte le Grand Prix du Canada à Montréal, sur une Ferrari.
- 20 juin : série d'attentats à la bombe coordonnés survenus le 20 juin 1985 à Katmandou et dans d'autres villes du Népal.

- 23 juin : 
  - attentat contre le vol 182 Air India au-dessus de l'Atlantique.
  - Formule 1 : Grand Prix automobile de Détroit.

- 25 juin (Portugal) : démission du gouvernement de Mário Soares. Le président de la République, le général António Ramalho Eanes, lui demande de rester en fonctions jusqu'à la ratification du traité d'adhésion à la CEE.

## Naissances
- 4 juin  : Lukas Podolski, joueur de football international allemand.
- 10 juin : Andy Schleck, coureur cycliste luxembourgeois.
- 15 juin : Héctor Hernández basketteur mexicain.
- 17 juin : Márcos Baghdatís, joueur de tennis chypriote.
- 19 juin : Yannick Bokolo, joueur international français de basket-ball.
- 21 juin : Amel Bent, chanteuse, actrice et danseuse française.
- 22 juin : Paco, comédien et humoriste français.
- 25 juin : Morgane Huyar, chanteuse de talent, nombreuses reprises de chansons Disney
- 26 juin : Orgyen Trinley Dorje, reconnu comme 17e Karmapa au Tibet.
- 27 juin : Nico Rosberg, pilote automobile allemand de Formule 1.
- 30 juin : 
  - Rafał Blechacz, pianiste polonais.
  - Michael Phelps, nageur international américain.

## Décès
- 6 juin : 
  - Willy Bocklant, coureur cycliste belge (° 26 janvier 1941).
  - Vladimir Jankélévitch, philosophe français  (° 31 août 1903).
- 10 juin : George Chandler, acteur américain (° 30 juin 1898).
- 28 juin : Máire Ní Scolaí, chanteuse traditionnelle irlandaise (° 24 mai 1909).